# Institut für Kraftfahrzeuge Aachen

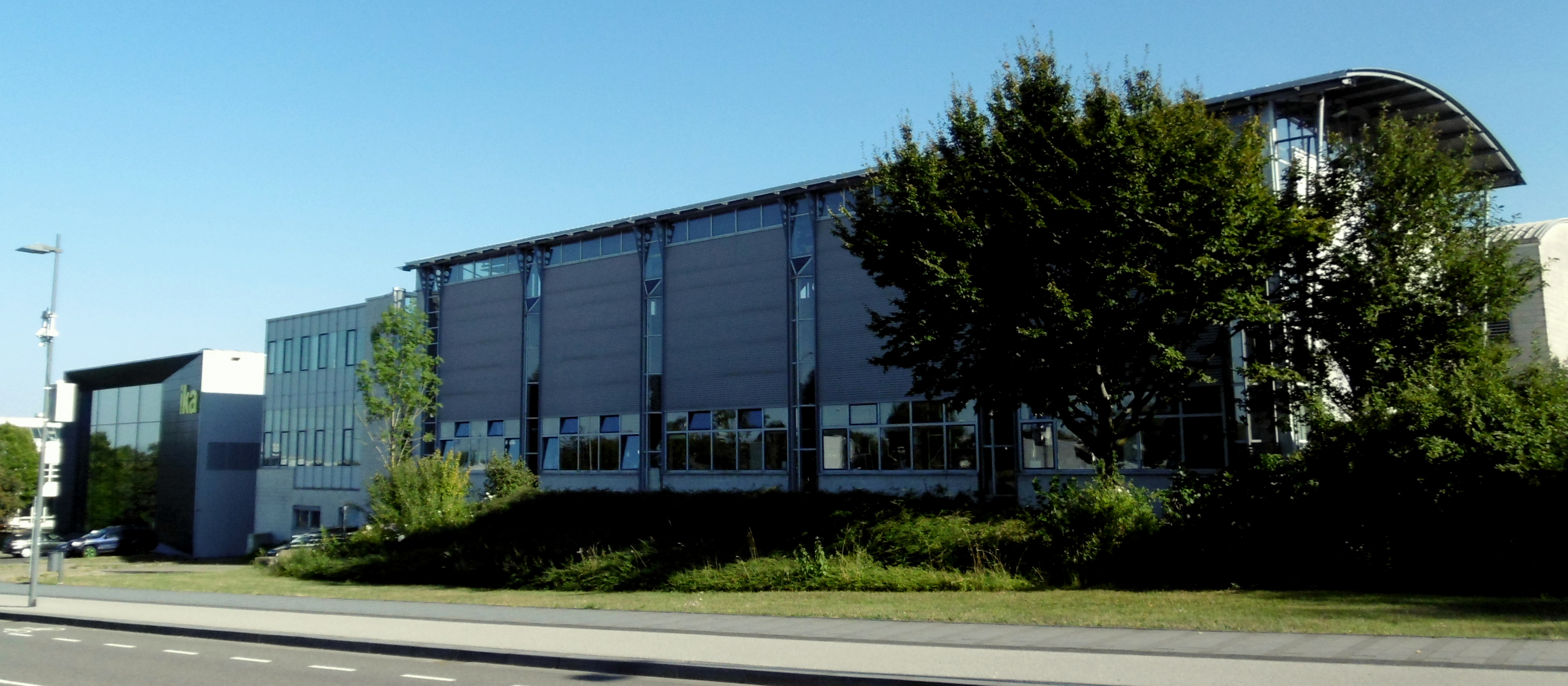
Institutsgebäude

Das Institut für Kraftfahrzeuge (ika) gehört zur Rheinisch-Westfälischen Technischen Hochschule Aachen.

## Geschichte
1902 begann man an der Königlichen Technischen Hochschule Aachen wohl als erster Hochschule in Deutschland die Lehre und Forschung zum Automobil. Vor allem der Initiative des Ordinarius für Dampfturbinen und Verbrennungskraftmaschinen sowie Leiters des Maschinenlaboratoriums Paul Langer ist es zu verdanken, dass Anfang der 1920er Jahre mit dem Bau eines eigenen Kfz-Forschungs-Laboratoriums begonnen wurde, welches schließlich 1923 als Institut für Fahrzeuge und Verbrennungskraftmaschinen der TH Aachen seine Arbeit aufnahm. Die ersten Lehrveranstaltungen, die von Langer persönlich eingerichtet und geleitet wurden, behandelten die Konstruktion, den Betrieb von Kraftwagen, Gesetze und Verordnungen über den Kraftwagenverkehr. Außerdem wurden Übungen zur Bearbeitung konstruktiver Aufgaben zu diesen Bereichen durchgeführt.

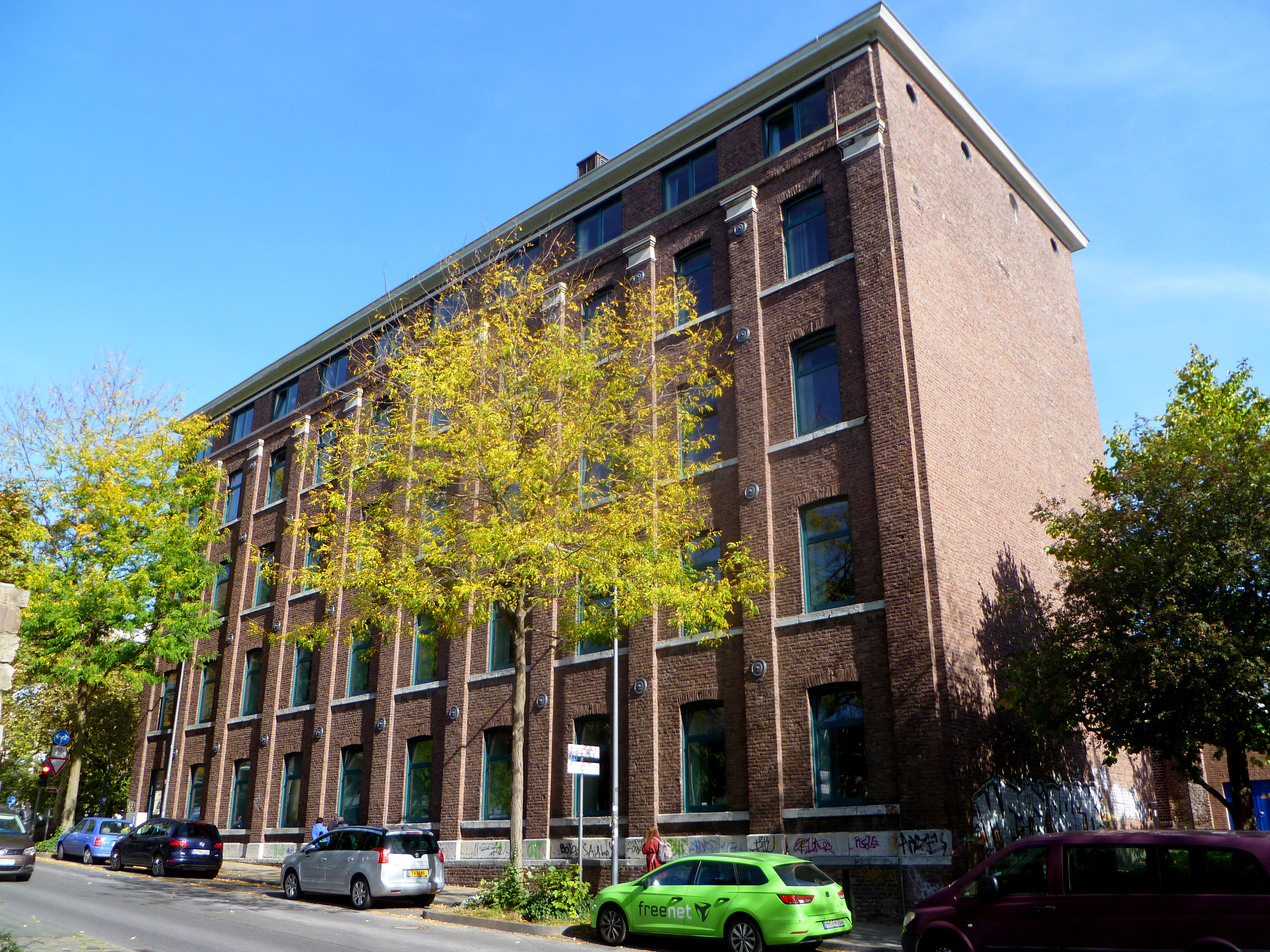
Ehemaliges Institutsgebäude am Templergraben, zuvor Spinnereigebäude von Marx & Auerbach

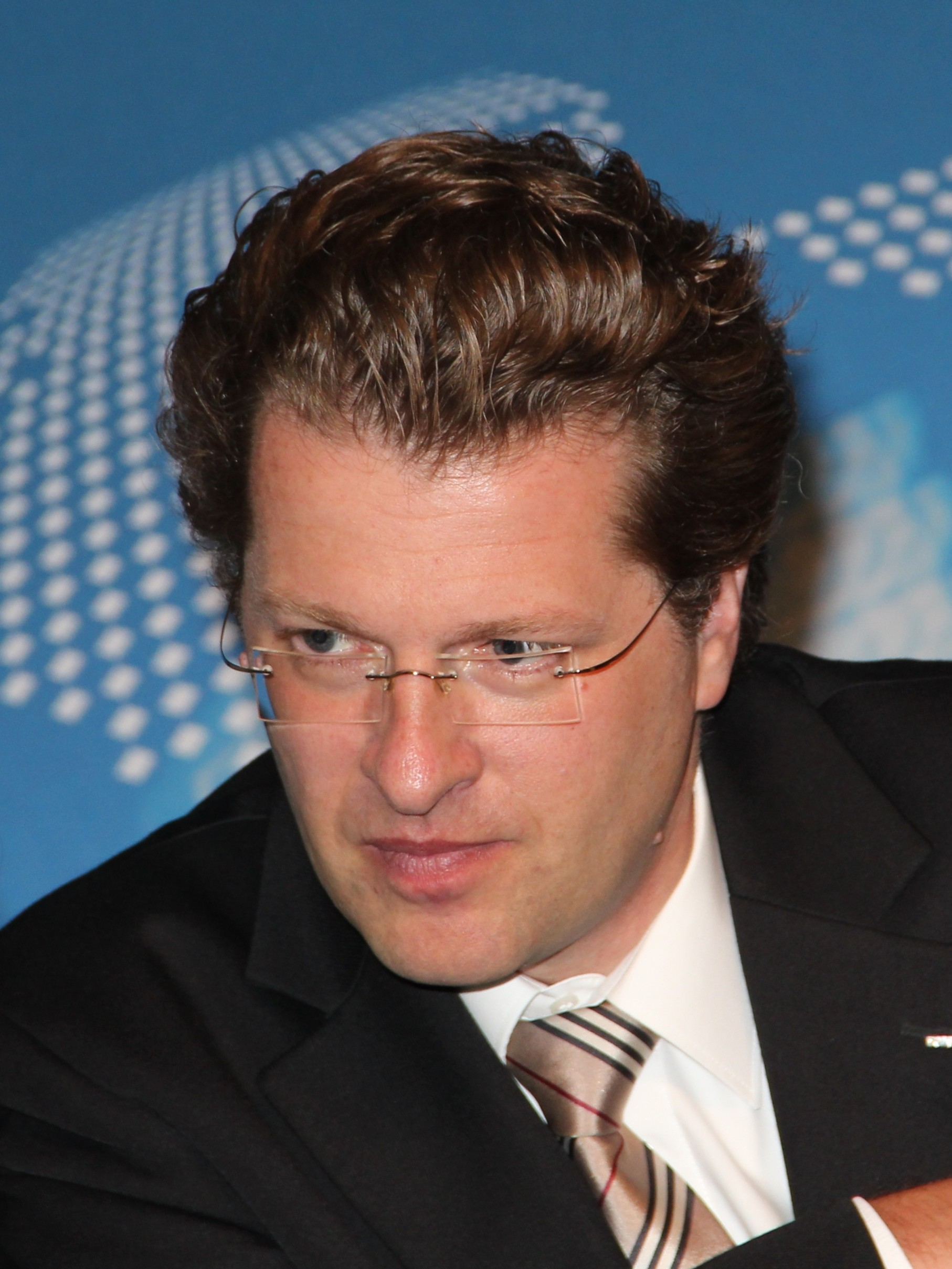
Lutz Eckstein, 2013

Nach dem Zweiten Weltkrieg baute Ernst Essers, Ehemann von Ilse Essers, das Institut für Kraftfahrzeuge wieder auf und wurde als Institutsleiter und ordentlicher Professor für Kraftfahrwesen und Kolbenmaschinen tätig. Des Weiteren wurde er häufig bei Gerichtsverhandlungen zu Verkehrsunfällen als Gutachter zur Klärung der Schuldfrage angefordert. Der 68-jährige Ernst Essers verstarb unerwartet am 5. September 1969.
Jürgen Helling, der das Institut von 1971 bis zu seiner Emeritierung 1993 leitete, ergänzte das Forschungsspektrum um viele Aspekte. Insbesondere legte er einen Schwerpunkt auf die Gebiete alternative Antriebe, Rettungswagen, öffentlicher Nahverkehr, Energieeinsparung und Reduzierung von Emissionen. Darüber hinaus setzte er sich für den Bau einer eigenen Teststrecke ein, die 1989 fertiggestellt wurde.
Von 1993 bis 2008 leitete Henning Wallentowitz das Institut. Unter seiner Führung wurde unter anderem der internationale Masterkurs Automotive Systems Engineering ins Leben gerufen, der maßgeblich dazu Beitrug, das ika auch im Ausland bekannt zu machen. In dieser Zeit erfolgte auch der Umzug aus dem alten Institutsgebäude am Templergraben in die neuen Räumlichkeiten in Aachen-Melaten, um so auch mehr Platz für die mittlerweile zahlreichen Prüfstände zu schaffen, die unter Wallentowitz’ Regie kontinuierlich erweitert wurden.
Nach der Emeritierung von Henning Wallentowitz im Juli 2008 wurde das ika bis Dezember 2009 von Stefan Gies geleitet, der auch die Namensänderung des Instituts betrieb. Bis 2008 hatte es noch Institut für Kraftfahrwesen Aachen geheißen und wurde nun in Institut für Kraftfahrzeuge, RWTH Aachen University geändert.
Seit Dezember 2009 hat Lutz Eckstein die Leitung übernommen und führt die Tradition des Aus- und Umbaus der Prüfstands- und Forschungseinrichtungen fort. Er beteiligte sich mit anderen Instituten an der Einrichtung des 2014 eröffneten Aldenhoven Testing Centers in Aldenhoven-Siersdorf im Kreis Düren.
Unterstützt durch das Bundesministerium für Bildung und Forschung (BMBF), das Land Nordrhein-Westfalen und mit finanziellen Mitteln der Hochschulleitung und des Instituts wurde im Oktober 2016 ein hochdynamischer Fahrsimulator in Betrieb genommen. Mit Hilfe des Fahrsimulators können Analysen des Fahrerverhaltens, Bewertungen von Fahrerassistenzsystemen und Darstellungen zukünftiger Steuerungs- und Kontrollkonzepte erforscht werden.

## Beschreibung
Die zentrale Aufgabe des Hochschulinstituts ist die wissenschaftliche Ausbildung künftiger Ingenieure. Diese Kernaufgabe erfüllt das ika durch das bereits länger bestehende umfangreiche Lehrangebot, das durch übergreifende internationale Lehrveranstaltungen sowie durch neu eingerichtete englischsprachige Vorlesungen und Übungen zum Master of Science in Automotive Systems Engineering erweitert worden ist. Die Zahl der Fahrzeugtechnik-Studenten in Aachen wurde dadurch nahezu verdoppelt.
Jährlich werden am ika über 250 studentische Arbeiten erstellt. Das ika veranstaltet englischsprachige Workshops und Veranstaltungen. Außerdem organisiert das ika mit dem Lehrstuhl für Verbrennungsmaschinen (vka) das Aachener Kolloquium Fahrzeug- und Motorentechnik, auf dem internationales Fachpublikum aus der Automobil- und Zulieferindustrie erscheint.
Das ika kooperiert mit der fka GmbH. ika und fka beschäftigen insgesamt mehr als 400 Mitarbeiter, davon ca. 120 Ingenieure, 55 in Werkstätten und Verwaltung sowie über 200 studentische Hilfskräfte. Zu den Auftraggebern gehören in- und ausländische Automobilfirmen, Komponentenhersteller und Zulieferer sowie öffentliche Institutionen. Die Forschungsleistungen der Bereiche Fahrwerk, Karosserie, Antrieb, Elektrik/Elektronik und Automatisiertes Fahren, Fahrzeugkonzepte, Thermomanagement, Akustik und Kraftfahrzeug-Systembewertung umfassen nahezu alle relevanten Entwicklungsschritte für die Fahrzeugentwicklung. Die Aufgaben reichen von der Konzeption, der Konstruktion und Simulation, bis hin zum Prototypenaufbau und dem experimentellen Versuch. Abgerundet wird das Angebot mit strategischer und technischer Beratung.